# Lizzy Hawker
Elizabeth Hawker, detta Lizzy (10 marzo 1976), è un'ultramaratoneta, fondista di corsa in montagna e skyrunner britannica.

## Biografia
Appassionata della montagna e delle zone wilderness in generale, Elizabeth Hawker conseguì il Ph.D. nel 2005 in fisica oceanografica, prendendo successivamente parte a diverse ricerche scientifiche nell'Antartico e negli oceani del sud per la British Antarctic Survey.
Lizzy Hawker è insegnante qualificata di yoga presso l'International Sivananda Yoga Vedanta Centres, e altresì oratrice motivazionale con lo scopo di sensibilizzare le persone a una maggiore responsabilità nei confronti dell'ambiente in cui viviamo.
Per i suoi risultati agonistici nell'ultramaratona e la sua attività come esploratrice, nel 2013 Elizabeth Hawker è stata onorata dal National Geographic del titolo di "Adventurer of the Year".

## Palmarès
- Record di traversata dal campo base del monte Everest a Katmandu in 63h08': 2013
- 1ª Spartathlon 246 km: 2012 (3º posto assoluto)
- Medaglia d'oro nei campionati del Commonwealth a squadre 24h su strada: 2011 (distanza: 247.076 km, record mondiale detenuto fino a maggio 2013)
- 1ª Comrades Marathon 89 km: 2010, 2011 (6º e 7º posto assoluto rispettivamente)
- Medaglia d'oro nei campionati mondiali a squadre 100 km su strada IAU: 2006 (tempo: 7h29'12")
- 1ª Ultra-Trail du Mont-Blanc: 2005, 2008, 2010, 2011, 2012